# Autumn Haze
Autumn Haze, född 25 mars 1976 i Arkansas, USA, är en amerikansk tidigare skådespelare i pornografisk film, som medverkat i över 60 filmer sedan debuten 1999.